# Arneb
Arneb (alpha Leporis) is de helderste ster in het sterrenbeeld Haas (Lepus). Het betreft een type F superreus.

## NGC 1993 en NGC 2017
Amateurastronomen kunnen op ongeveer twee derden van een graad ten oosten van Arneb het sterrenstelsel NGC 1993 opsporen. Ongeveer anderhalve graad ten oosten is de relatief gemakkelijk waarneembare open sterrenhoop NGC 2017 te vinden.